# Víctor Chust
Víctor Chust García (Valencia, 2000. március 5. –) spanyol korosztályos válogatott labdarúgó, a Cádiz játékosa.

## Pályafutása

### Klubcsapatokban
A Valencia és a Real Madrid akadémiáján nevelkedett. 2020. szeptemberében az U19-es csapattal megnyerték az UEFA Ifjúsági Liga 2019-2020-as idényét. 2021. január 20-án a kupában debütált a felnőtt keretben a CD Alcoyano ellen. Február 9-én a bajnokságban is bemutatkozott a Getafe ellen. Augusztusban egy évre kölcsönbe került a Cádiz csapatához. 2022 nyarán végleg szerződtették.

### A válogatottban
2017-ben az U17-es labdarúgó-Európa-bajnokság aranyérmesként zártak, majd az U17-es labdarúgó-világbajnokságon a döntőben kaptak ki az angoloktól. A 2019-es U19-es labdarúgó-Európa-bajnokságon a döntőben 2–0-ra nyertek Portugália ellen.

## Statisztika
2022. május 30-i állapotnak megfelelően.
| Klub                 | Szezon   | Bajnokság          | Bajnokság | Bajnokság | Kupa  | Kupa  | UEFA  | UEFA  | Egyéb | Egyéb | Összesen | Összesen |
| Klub                 | Szezon   | Osztály            | Mérk.     | Gólok     | Mérk. | Gólok | Mérk. | Gólok | Mérk. | Gólok | Mérk.    | Gólok    |
| -------------------- | -------- | ------------------ | --------- | --------- | ----- | ----- | ----- | ----- | ----- | ----- | -------- | -------- |
| Real Madrid Castilla | 2018–19  | Segunda División B | 0         | 0         | —     | —     | —     | —     | 0     | 0     | 0        | 0        |
| Real Madrid Castilla | 2019–20  | Segunda División B | 9         | 0         | —     | —     | —     | —     | —     | —     | 9        | 0        |
| Real Madrid Castilla | 2020–21  | Segunda División B | 17        | 0         | —     | —     | —     | —     | 0     | 0     | 17       | 0        |
| Real Madrid Castilla | Összesen | Összesen           | 26        | 0         | 0     | 0     | 0     | 0     | 0     | 0     | 26       | 0        |
| Real Madrid          | 2020–21  | La Liga            | 2         | 0         | 1     | 0     | 0     | 0     | —     | —     | 3        | 0        |
| Real Madrid          | Összesen | Összesen           | 2         | 0         | 1     | 0     | 0     | 0     | 0     | 0     | 3        | 0        |
| Cádiz                | 2021–22  | La Liga            | 25        | 0         | 4     | 0     | —     | —     | —     | —     | 29       | 0        |
| Cádiz                | 2022–23  | La Liga            | 0         | 0         | 0     | 0     | —     | —     | —     | —     | 0        | 0        |
| Cádiz                | Összesen | Összesen           | 25        | 0         | 4     | 0     | 0     | 0     | 0     | 0     | 29       | 0        |
| Összesen             | Összesen | Összesen           | 53        | 0         | 5     | 0     | 0     | 0     | 0     | 0     | 58       | 0        |

1. ↑  Magában foglalja a Bajnokok ligájában és az Európa-ligában való pályára lépeseit is.
2. ↑  Magában foglalja a Spanyol szuperkupán és a rájátszásban való pályára lépeseit is.

## Sikerei, díjai

### Klub
Real Madrid U19
- UEFA Ifjúsági Liga
  - Győztes: 2019–20

### Válogatott
Spanyolország U17
- U17-es labdarúgó-Európa-bajnokság
  - Győztes: 2017
- U17-es labdarúgó-világbajnokság
  - Döntős: 2017

Spanyolország U19
- U19-es labdarúgó-Európa-bajnokság
  - Győztes: 2019